# 徳島地方裁判所
徳島地方裁判所（とくしまちほうさいばんしょ）は、徳島県徳島市にある日本の地方裁判所の一つで、徳島県を管轄している。略称は、徳島地裁（とくしまちさい）。阿南、美馬に支部を置いている。

## 概説
徳島地方裁判所には徳島市に置かれている本庁のほか、阿南市、美馬市の2市に地方裁判所と家庭裁判所の支部を設置しているほか、前述の3箇所にくわえ鳴門市、牟岐（海部郡牟岐町）、池田（三好市）、吉野川市の4箇所を加えた7箇所に簡易裁判所を設置している。また、徳島、美馬の2つの検察審査会も設置されている。

## 所在地
- 本庁（徳島簡裁併設）：徳島県徳島市徳島町1丁目5　北緯34度4分15.7秒 東経134度33分25.6秒 / 北緯34.071028度 東経134.557111度
JR高徳線, 徳島線, 鳴門線, 牟岐線 徳島駅下車 東南東徒歩10分
- 阿南支部（阿南簡裁併設）：徳島県阿南市富岡町西池田口1-1　北緯33度55分4秒 東経134度39分24秒 / 北緯33.91778度 東経134.65667度
JR牟岐線 阿南駅下車 南西徒歩10分
- 美馬支部（美馬簡裁併設）：徳島県美馬市脇町大字脇町1229-3　北緯34度4分14.3秒 東経134度8分49.1秒 / 北緯34.070639度 東経134.146972度
JR徳島線 穴吹駅から西村行きバス(美馬市営代替バス･一日4本)乗車脇町道の駅停留所下車(乗車時間7分程度) 徒歩10分

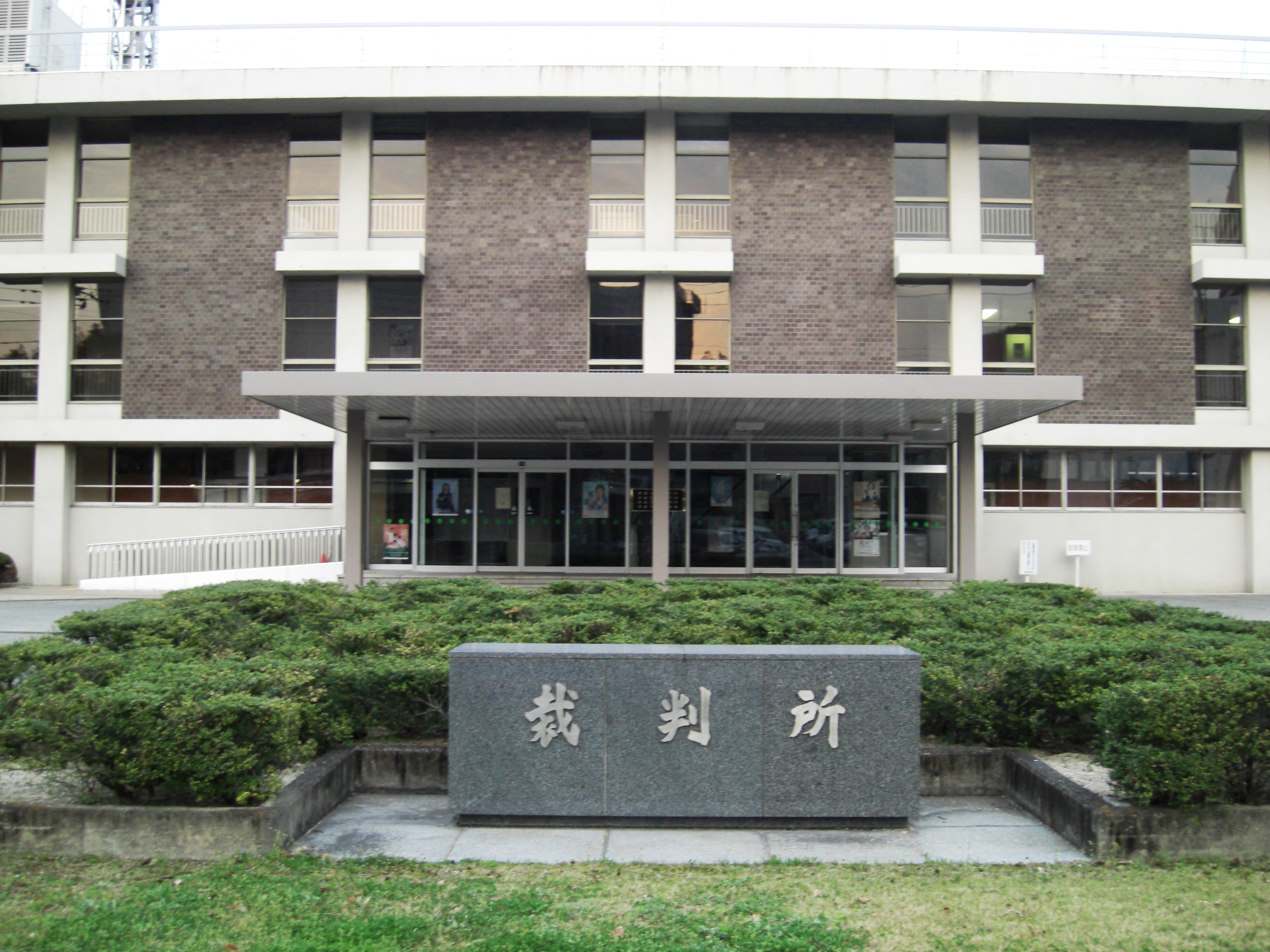
旧裁判所。
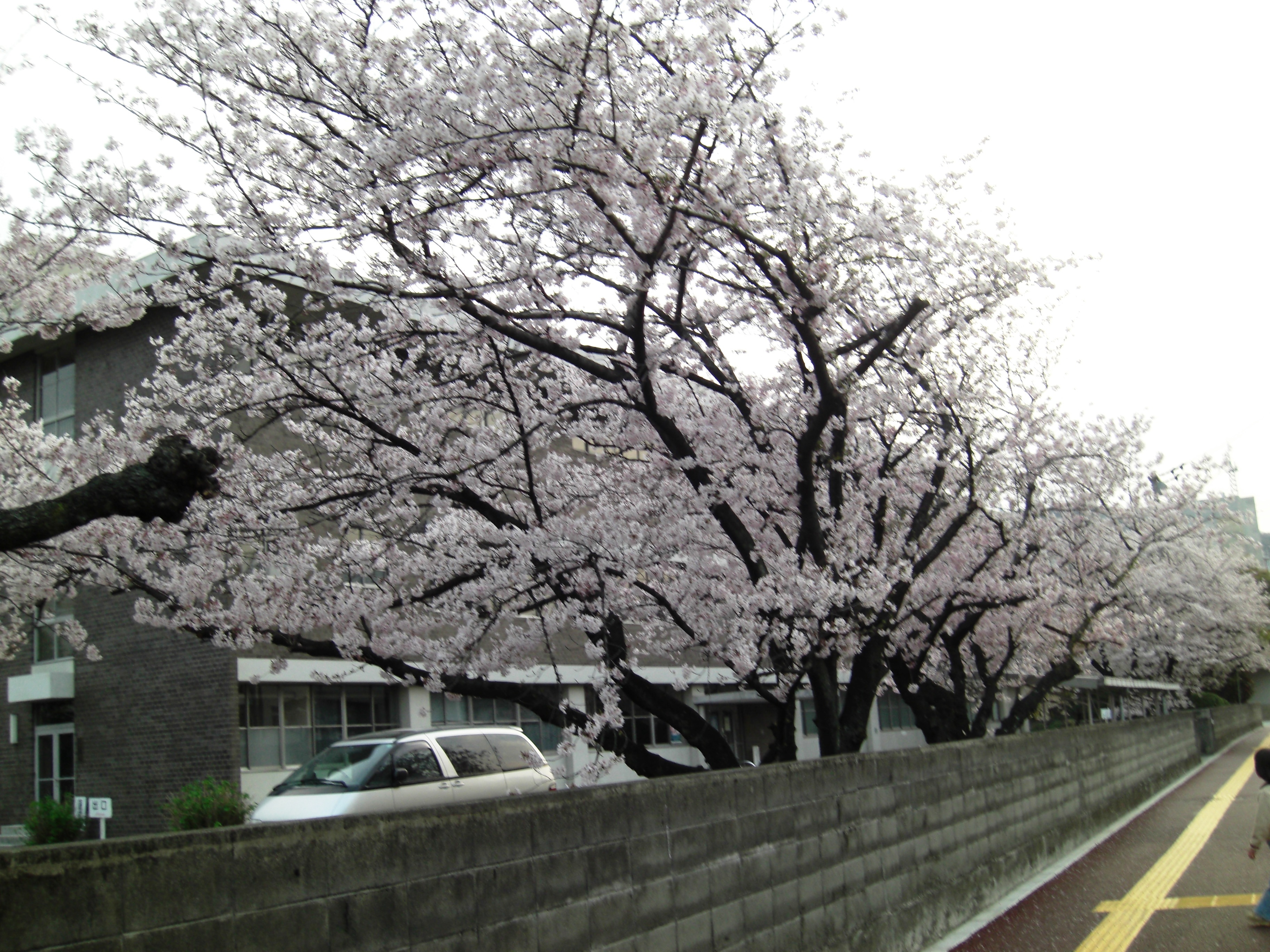
裁判所の桜。画像は旧裁判所時代。

## 沿革
- 2016年（平成28年）11月14日 - 新庁舎で業務開始。新庁舎は地上6階地下1階建てで構成、外観に和をモチーフにしたデザイン。前身の徳島地裁では施設の老朽化や小規模である事等が問題であったため新たな場所へ新築移転するため工事を進めていた。
- 2021年（令和3年）3月1日 - 徳島中央警察署が旧庁舎跡地に移転。

## 管轄
本庁
- 徳島市、小松島市、阿波市、名東郡佐那河内村、勝浦郡勝浦町、上勝町、名西郡石井町、神山町、板野郡北島町、藍住町、板野町、上板町、松茂町、鳴門市、吉野川市

阿南支部
- 阿南市、那賀郡那賀町、海部郡牟岐町、海陽町、美波町

美馬支部
- 美馬市、美馬郡つるぎ町、三好市、三好郡東みよし町

※ただし、裁判員の参加する刑事裁判、行政事件、各支部の執行事件（不動産競売）、合議事件、阿南支部の少年事件は本庁でそれぞれ取り扱う。

### 管内の簡易裁判所
- 本庁
  - 徳島簡易裁判所（徳島市・小松島市・阿波市（吉野町・土成町）・名東郡・勝浦郡・名西郡・板野郡（北島町・藍住町・板野町・上板町））
  - 鳴門簡易裁判所（鳴門市・板野郡（松茂町））
  - 吉野川簡易裁判所（吉野川市・阿波市（市場町・阿波町））
- 阿南支部
  - 阿南簡易裁判所（阿南市・那賀郡）
  - 牟岐簡易裁判所 （海部郡）
- 美馬支部
  - 美馬簡易裁判所（美馬市・美馬郡）
  - 徳島池田簡易裁判所（三好市・三好郡）

## 歴代所長
- 位野木益雄（1968年 - 1969年 高松地方裁判所所長）
- 鳥越健治（1998年3月 - 1999年5月 大阪高等裁判所部総括判事）
- 那須彰（1999年 - 2001年 大阪高等裁判所部総括判事）
- 宮崎公男（2001年4月 - 2002年6月30日 東京高等裁判所部総括判事）
- 南敏文（2002年7月1日 - 2004年2月 京都家庭裁判所所長）
- 渡邉等（2004年2月 - 2005年8月 大阪高等裁判所部総括判事）
- 塩月秀平（2005年8月 - 2007年5月 大阪高等裁判所部総括判事）
- 的場純男（2007年5月 - 2008年11月 大阪高等裁判所部総括判事）
- 八木正一（2008年11月 - 2010年3月 高松地方裁判所所長）
- 菊池洋一（2010年3月 - 2011年9月 京都地方裁判所所長）
- 清水節（2011年9月 - 2013年9月 知的財産高等裁判所部総括判事）
- 深見敏正（2013年9月 - 2015年1月 東京地方・家庭裁判所立川支部長）
- 田村眞（2015年1月 - 2017年9月 岐阜地方裁判所所長）
- 大島眞一（2017年9月 - 2018年11月 奈良地方裁判所所長）
- 石原稚也（2018年11月 - 2020年2月 大阪高等裁判所部総括判事[1]）
- 齋藤正人（2020年2月 - 2022年1月 大阪高等裁判所部総括判事[2]）
- 川畑正文（2022年1月 - [3]）